# Xiphocentron cuyense
Xiphocentron cuyense is een schietmot uit de familie Xiphocentronidae. De soort komt voor in het Neotropisch gebied.